# Gymnopleurus humanus
Gymnopleurus humanus är en skalbaggsart som beskrevs av Macleay 1821. Gymnopleurus humanus ingår i släktet Gymnopleurus och familjen bladhorningar. Inga underarter finns listade i Catalogue of Life.